# Steinahøfjellet
De Steinahøfjellet is een berg behorende bij de gemeente Lom in de provincie Oppland in Noorwegen. De berg, gelegen in Nationaal park Jotunheimen, heeft een hoogte van 1711 meter.
De Steinahøfjellet is onderdeel van het gebergte Jotunheimen.